# Tajvani rövidszárnyúrigó
A tajvani rövidszárnyúrigó (Brachypteryx goodfellowi) a madarak (Aves) osztályának a verébalakúak (Passeriformes) rendjébe, ezen belül a légykapófélék (Muscicapidae) családjába tartozó faj.
Magyar neve forrással nincs megerősítve.

## Rendszerezése
A fajt William Robert Ogilvie-Grant skót ornitológus írta le 1912-ben. Egyes szervezetek szerint a hegyi rövidszárnyúrigó (Brachypteryx montana) alfaja Brachypteryx montana goodfellowi néven.

## Előfordulása
Délkelet-Ázsiában, Tajvan területén honos. Természetes élőhelyei a szubtrópusi vagy trópusi síkvidéki és hegyi esőerdők, valamint cserjések. Állandó, nem vonuló faj.

## Megjelenése
Testhossza 13 centiméter.

## Életmódja
Gerinctelenekkel táplálkozik.

## Természetvédelmi helyzete
Az elterjedési területe elég nagy, egyedszáma ismeretlen. A Természetvédelmi Világszövetség Vörös listáján nem fenyegetett fajként szerepel.

## További információ
- Képek az interneten a fajról